# Василевка (Амвросиевский район)
Васи́левка (укр. Василівка, в документах ДНР встречается неукраинизированный вариант Васильевка) — село на Украине, находится в Амвросиевском районе Донецкой области. Находится под контролем самопровозглашенной Донецкой Народной Республики.

## География
Населённый пункт расположен на реке Мокрый Еланчик (бассейна Азовского моря). К югу от села проходит граница между Украиной и Россией.
В Донецкой области имеется ещё 6 одноимённых населённых пунктов, в том числе 1 село Василевка в соседнем Старобешевском районе.

#### Соседние населённые пункты по странам света
С: Мокроеланчик (выше по течению Мокрого Еланчика), Киселёвка, город Амвросиевка
СЗ: Ольгинское, Ленинское
СВ: Харьковское, Квашино, Лисичье
З: Кошарное, Новоивановка
В: Петропавловка, Степное
ЮЗ: Ульяновское
ЮВ: —
Ю: —

## Население
Население по переписи 2001 года составляло 878 человек.

## Общая информация
Код КОАТУУ — 1420682501. Почтовый индекс — 87360. Телефонный код — 6259.

## Адрес местного совета
87360, Донецкая область, Амвросиевский район, с. Василевка, ул. Ленина, 53-1-14